# Marie Bavorská

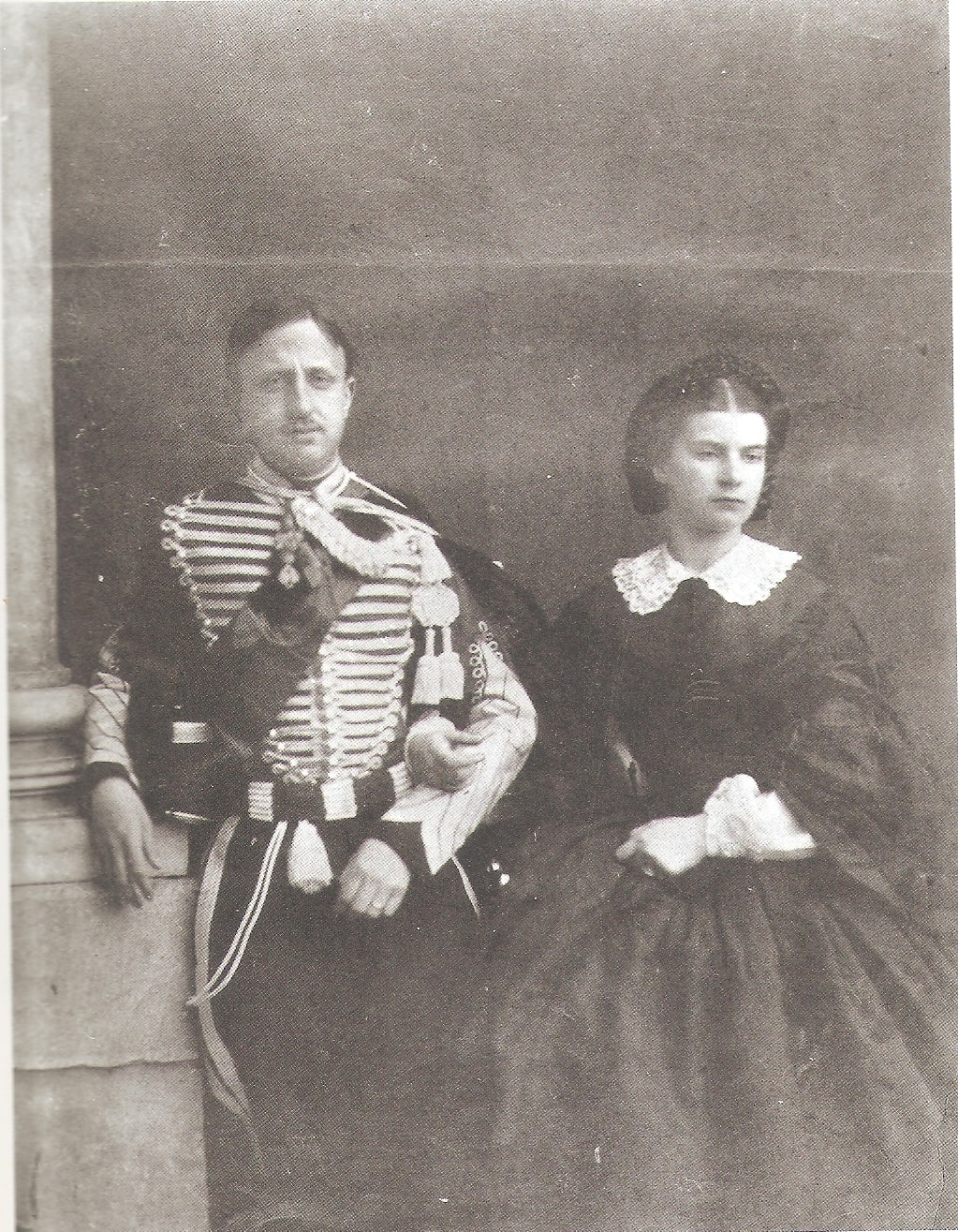
Marie s manželem Františkem II. (1860)

Marie Žofie Amálie Bavorská (4. října 1841, Zámek Possenhofen – 19. ledna 1925, Mnichov) byla bavorská princezna a poslední královna obojí Sicílie.

## Dětství a mládí
Narodila se na zámku Possenhofen u Starnberského jezera jako šesté dítě (třetí dcera) bavorského vévody Maxe Josefa a jeho manželky bavorské vévodkyně Ludoviky, dcery bavorského krále Maxmiliána I. Oba rodiče náleželi k Wittelsbašské dynastii a byli potomky bischweilerského falckraběte Kristiána I., resp. falckraběte Fridricha Michaela Zweibrücken-Birkenfeldského.
Marie vyrůstala spolu se svými sourozenci Ludvíkem, Helenou, Alžbětou „Sissi“, Karlem Teodorem, Matyldou, Sofií a Maxem Emanuelem v mnichovském paláci nebo na venkovském zámečku v Possenhofenu. Nejbližší vztah měla s mladší sestrou Matyldou, zvanou Vrabčák.
Otec si na rozdíl od matky nepotrpěl na formality, vedl veselý život, často cestoval a měl řadu milenek. Bral děti do cirkusu (vlastní manéž nechal vévoda postavit i ve svém paláci v Mnichově), cvičil je v jízdě na koni a hře na citeru. Naproti tomu matka se je snažila vést k zodpovědnosti a prostřednictvím učitelů jim otevřít cestu ke vzdělání, jak tomu bylo běžné na bavorském královském dvoře, kde vyrostla.
Poklidný rodinný život se změnil ve chvíli, kdy se matčina sestra, arcivévodkyně Žofie, rozhodla pro sňatek svého syna s bavorskou princeznou. Za budoucí manželku rakouského císaře Františka Josefa I. zvolila Mariinu starší sestru Helenu. František Josef se však v lázních Bad Ischl na první pohled zamiloval do jejich další sestry Alžběty. Ta opustila Mnichov 20. dubna 1854, aby se o čtyři dny později ve Vídni stala manželkou Františka Josefa I. a rakouskou císařovnou.
Sestra Helena se provdala až o čtyři roky později za „poštovního“ prince Maxmiliána Antonína Thurn-Taxise. Ve třiatřiceti letech ovdověla a v roce 1871, po smrti tchána Maxmiliána Karla Thurn-Taxise, se stala hlavou domu Thurn-Taxisů za svého neplnoletého syna.

## Svatba
Princezna Marie byla jako sestra rakouské císařovny výhodnou partií, a proto když dosáhla věku na vdávání, začala se její matka poohlížet po vhodném ženichovi z královské krve. Vybraný mladík byl pravnukem královny Marii Terezie a nejstarším synem krále Ferdinanda II. Neapolsko-Sicilského z rodu Bourbonů. Marie se s ním zasnoubila v roce 1857. Svatba v zastoupení (per procurationem) se konala o dva roky později 9. ledna 1859 v Mnichově, ženicha zastupoval Mariin bratranec, princ Luitpold.
Následně se korunní princezna vydala přes Lipsko, Prahu a Vídeň, kde se setkala se sestrou Alžbětou, do Terstu. Zde se nalodila na jachtu Le Fulminant a přeplavila se do Bari, kde ji uvítal těžce nemocný král Ferdinand II. s manželkou Marií Terezou Habsburskou a především následníkem Františkem. 3. února 1859 v Bari pak proběhl druhý svatební obřad.
Manželství však zatím nebylo naplněno, neboť princ František trpěl fimózou, jež mu znemožňovala pohlavní styk. To bylo možné až po operativním odstranění defektu; poté se narodila dcera Marie Christina Pia, která však zemřela ve třech měsících věku. Další děti manželský pár neměl.

## Marie královnou obojí Sicílie
Dne 22. května 1859 zemřel v Casertě král Ferdinand II. a Marie se po manželově boku stala královnou Království obojí Sicílie. Politická situace v zemi ovšem nebyla příznivá, protože lid volal po sjednocení Itálie a odchodu Bourbonů. Do čela povstání se postavil Giuseppe Garibaldi, který v květnu roku 1860 přistál v sicilské Marsale, po třídenní bitvě dobyl Palermo a přinutil Františka ke kapitulaci. Následně pokračoval v „osvobozování“ pevninské části království a v listopadu téhož roku obsadil Neapol. Marie a František museli opustit své sídelní město a uchýlili se do pevnosti Gaeta, asi 80 km Neapole. Marie podala důkaz odvahy, když neváhala vyšplhat na hradby pevnosti a pálit na obléhatele. Navzdory svému hrdinství museli obyvatelé gaetské pevnosti po pěti měsících, 13. února 1861, kapitulovat.

## Život a opuštění Italského království

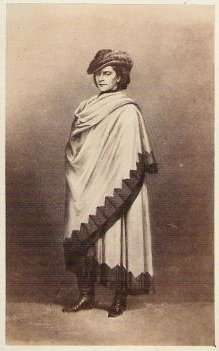
Královna obojí Sicílie Marie Bavorská hrdinka z Gaety

Marie se s manželem a jeho rodinou uchýlila pod ochranu papeže Pia IX., který jim poskytl svůj palác Farnese. Marie cestovala po světě, většinou v doprovodu své sestry Matyldy a vyvolávala průběžně pohoršení – kouřila na veřejnosti, v Ostii se koupala nahá v moři; nakonec se v Římě zamilovala do důstojníka papežských stráží Armanda de Lawaysse, belgického původu, se kterým se (zřejmě za pomoci své sestry Matyldy) tajně scházela. Vztah nezůstal bez následků; vzhledem ke svému postavení a v duchu tehdejší morálky se rozhodla za každou cenu svůj poklesek utajit. Musela se proto obrátit na svou bavorskou rodinu, aby jí pomohla najít řešení a zabránit tak velkému skandálu. V zámku v Possenhofenu se sešla rodinná rada, jež našla způsob: Marie se odebrala do kláštera sv. Uršuly v Aušpurku, kde 24. listopadu 1862 porodila dceru Daisy (jiné zdroje uvádějí dvojčata, dvě dcery, aj.). Dítě bylo ihned předáno Lawayssově rodině a Marie musela odpřisáhnout, že důstojníka ani dítě nikdy nevyhledá; trpěla kvůli tomu těžkými depresemi, jež ji provázely celý život a s přibývajícím věkem se prohlubovaly. Na nátlak rodiny pak vše přiznala manželovi, který následně podstoupil chirurgický zákrok, aby mohlo být manželství konečně naplněno.
Po kapitulaci Říma před armádou krále Viktora Emanuela II. se manželé v roce 1870 uchýlili do pařížského exilu.
Po manželově smrti strávila bývala královna obojí Sicílie většinu času na cestách a po první světové válce se usadila spolu se sestrou Matyldou v Mnichově, kde v lednu 1925 zemřela.

## Potomci
1. ~ nemanželská dcera Daisy?? (možná dvojčata)?? (1862–?) s belgickým hrabětem Armandem de Lawaysse
2. ~ Maria Christina Pia Anna Isabella Natalia Elisa (1869–1870)

## Vývod z předků
|                |                                       |  |                                     |                                       |  |  |  |  |  |  |  | Jan Karel Falcko-Gelnhausenský |
|                |                                       |  |                                     |                                       |  |  |  |  |  |  |  |                                |
|                | Vilém Bavorský                        |  |                                     |                                       |  |  |  |  |  |  |  |                                |
|                |                                       |  |                                     |                                       |  |  |  |  |  |  |  |                                |
|                |                                       |  |                                     | Žofie Šarlota Salm-Dhaunská           |  |  |  |  |  |  |  |                                |
|                |                                       |  |                                     |                                       |  |  |  |  |  |  |  |                                |
|                | Pius Augustus Bavorský                |  |                                     |                                       |  |  |  |  |  |  |  |                                |
|                |                                       |  |                                     |                                       |  |  |  |  |  |  |  |                                |
|                |                                       |  |                                     | Fridrich Michal Falcko-Zweibrückenský |  |  |  |  |  |  |  |                                |
|                |                                       |  |                                     |                                       |  |  |  |  |  |  |  |                                |
|                | Maria Anna Falcko-Zweibrückenská      |  |                                     |                                       |  |  |  |  |  |  |  |                                |
|                |                                       |  |                                     |                                       |  |  |  |  |  |  |  |                                |
|                |                                       |  |                                     | Marie Františka Falcko-Sulzbašská     |  |  |  |  |  |  |  |                                |
|                |                                       |  |                                     |                                       |  |  |  |  |  |  |  |                                |
|                | Maxmilián Josef Bavorský              |  |                                     |                                       |  |  |  |  |  |  |  |                                |
|                |                                       |  |                                     |                                       |  |  |  |  |  |  |  |                                |
|                |                                       |  |                                     | Karel Maria Raimund z Arenbergu       |  |  |  |  |  |  |  |                                |
|                |                                       |  |                                     |                                       |  |  |  |  |  |  |  |                                |
|                | Ludvík Engelbert z Arenbergu          |  |                                     |                                       |  |  |  |  |  |  |  |                                |
|                |                                       |  |                                     |                                       |  |  |  |  |  |  |  |                                |
|                |                                       |  |                                     | Luisa Marie de La Marck ze Schleidenu |  |  |  |  |  |  |  |                                |
|                |                                       |  |                                     |                                       |  |  |  |  |  |  |  |                                |
|                | Amálie Luisa Arenberková              |  |                                     |                                       |  |  |  |  |  |  |  |                                |
|                |                                       |  |                                     |                                       |  |  |  |  |  |  |  |                                |
|                |                                       |  |                                     | Louis Joseph de Mailly                |  |  |  |  |  |  |  |                                |
|                |                                       |  |                                     |                                       |  |  |  |  |  |  |  |                                |
|                | Marie Adélaïde Julie de Mailly        |  |                                     |                                       |  |  |  |  |  |  |  |                                |
|                |                                       |  |                                     |                                       |  |  |  |  |  |  |  |                                |
|                |                                       |  |                                     | Adélaïde Julie d'Hautefort            |  |  |  |  |  |  |  |                                |
|                |                                       |  |                                     |                                       |  |  |  |  |  |  |  |                                |
| Marie Bavorská |                                       |  |                                     |                                       |  |  |  |  |  |  |  |                                |
|                |                                       |  |                                     |                                       |  |  |  |  |  |  |  |                                |
|                |                                       |  | Kristián III. Falcko-Zweibrückenský |                                       |  |  |  |  |  |  |  |                                |
|                |                                       |  |                                     |                                       |  |  |  |  |  |  |  |                                |
|                | Fridrich Michal Falcko-Zweibrückenský |  |                                     |                                       |  |  |  |  |  |  |  |                                |
|                |                                       |  |                                     |                                       |  |  |  |  |  |  |  |                                |
|                |                                       |  |                                     | Karolína Nasavsko-Saarbrückenská      |  |  |  |  |  |  |  |                                |
|                |                                       |  |                                     |                                       |  |  |  |  |  |  |  |                                |
|                | Maxmilián I. Josef Bavorský           |  |                                     |                                       |  |  |  |  |  |  |  |                                |
|                |                                       |  |                                     |                                       |  |  |  |  |  |  |  |                                |
|                |                                       |  |                                     | Josef Karel Falcko-Sulzbašský         |  |  |  |  |  |  |  |                                |
|                |                                       |  |                                     |                                       |  |  |  |  |  |  |  |                                |
|                | Marie Františka Falcko-Sulzbašská     |  |                                     |                                       |  |  |  |  |  |  |  |                                |
|                |                                       |  |                                     |                                       |  |  |  |  |  |  |  |                                |
|                |                                       |  |                                     | Alžběta Augusta Falcko-Neuburská      |  |  |  |  |  |  |  |                                |
|                |                                       |  |                                     |                                       |  |  |  |  |  |  |  |                                |
|                | Ludovika Bavorská                     |  |                                     |                                       |  |  |  |  |  |  |  |                                |
|                |                                       |  |                                     |                                       |  |  |  |  |  |  |  |                                |
|                |                                       |  |                                     | Karel Fridrich Bádenský               |  |  |  |  |  |  |  |                                |
|                |                                       |  |                                     |                                       |  |  |  |  |  |  |  |                                |
|                | Karel Ludvík Bádenský                 |  |                                     |                                       |  |  |  |  |  |  |  |                                |
|                |                                       |  |                                     |                                       |  |  |  |  |  |  |  |                                |
|                |                                       |  |                                     | Karolína Luisa Hesensko-Darmstadtská  |  |  |  |  |  |  |  |                                |
|                |                                       |  |                                     |                                       |  |  |  |  |  |  |  |                                |
|                | Karolína Frederika Vilemína Bádenská  |  |                                     |                                       |  |  |  |  |  |  |  |                                |
|                |                                       |  |                                     |                                       |  |  |  |  |  |  |  |                                |
|                |                                       |  |                                     | Ludvík IX. Hesensko-Darmstadtský      |  |  |  |  |  |  |  |                                |
|                |                                       |  |                                     |                                       |  |  |  |  |  |  |  |                                |
|                | Amálie Hesensko-Darmstadtská          |  |                                     |                                       |  |  |  |  |  |  |  |                                |
|                |                                       |  |                                     |                                       |  |  |  |  |  |  |  |                                |
|                |                                       |  |                                     | Karolína Falcko-Zweibrückenská        |  |  |  |  |  |  |  |                                |
|                |                                       |  |                                     |                                       |  |  |  |  |  |  |  |                                |